# 제마 헤이스
제마 헤이스(Gemma Hayes, 1977년 8월 11일~)는 아일랜드의 음악가이자 싱어송라이터이다. 주로 보컬리스트, 기타리스트로 알려져 있다. 그녀는 또한 피아노, 하모니카를 포함한 다양한 악기에 능통하다. 그녀는 더 케이크 세일(The Cake Sale)과 프린터 클립스(Printer Clips)의 멤버이다.